# Artuss Kaimiņš
Artuss Kaimiņš (ur. 3 listopada 1980 w Bausce jako Arturs Kaimiņš) – łotewski polityk, dziennikarz i aktor, poseł na Sejm, założyciel i były lider partii KPV LV.

## Życiorys
W 1999 ukończył szkołę średnią w Rydze, a w 2003 studia aktorskie w Łotewskiej Akademii Kultury. Zajął się aktorstwem, wystąpił w kilkunastu produkcjach filmowych. Grał także w Łotewskim Teatrze Narodowym. Prowadził następnie w stacji radiowej Boom FM program Suņu būda’ (pol. Psia buda), co przyniosło mu popularność i rozpoznawalność.
W 2014 wystartował do Sejmu z ramienia ugrupowania Łotewskie Zjednoczenie Regionów, uzyskując z niskiego miejsca na liście stołecznej mandat deputowanego. Już po wyborze do parlamentu oficjalnie zmienił swoje imię na Artuss. W maju 2016 założył własną formację polityczną KPV LV. W czerwcu 2018 został objęty postępowaniem antykorupcyjnym w związku z podejrzeniem nielegalnego finansowania swojej partii.
W wyborach parlamentarnych w październiku 2018 kierowana przez niego KPV LV wywalczyła 16 mandatów poselskich, z których jeden przypadł jej liderowi. W 2020 zrezygnował z członkostwa w KPV LV.